# Vol Agni Air 101
Le vol Agni Air 101 était un vol régional reliant Katmandou à Lukla, au Népal, qui s'est écrasé le 24 août 2010, tuant les 14 personnes à bord. Peu après le décollage, l'équipage a signalé un problème au niveau de l'alimentation électrique de l'appareil. Le contact avec l'avion a été perdu peu de temps après. L'avion s'est écrasé à 80 km au sud de Katmandou.

## Avion
L'appareil impliqué était un bi-turbopropulseur de type Dornier 228, immatriculé 9N-AHE. Il a été mis en service par Dornier en 1984 et exploité par Skyline Airways (en) avant d'être acheté par Agni Air en 2006.

## Accident
Le vol 101 assurait un vol entre l'aéroport international Tribhuvan, à Katmandou, et l'aéroport Tenzing-Hillary, à Lukla. Environ 20 minutes après le décollage, l'équipage de l'avion a contacté le contrôle aérien en signalant des problèmes techniques, notamment au niveau de l'alimentation électrique, et en demandant de faire demi-tour vers Katmandou.
Les contrôleurs ont ensuite détourné l'avion vers l'aéroport de Simara, en raison des mauvaises conditions météorologiques à Katmandou. Les responsables du contrôle aérien ont déclaré que bien que l'équipage ait signalé des problèmes techniques, ils n'ont pas déclaré d'urgence ni demandé d'autorisation prioritaire pour atterrir.
Cinq minutes après avoir signalé des problèmes techniques, le contact radar et radio avec l'avion a été perdu. L'avion s'est écrasé dans la ville de Shikharpur (en), à environ 80 km au sud de Katmandou. La violence de l'impact a creusé un cratère de trois mètres de profondeur, et les débris se sont dispersés sur une zone d'environ 100 m de diamètre. Aucun des 14 passagers et membres d'équipage à bord n'a survécu à l'accident.

## Enquête
Malgré les rapports initiaux selon lesquels des problèmes techniques avaient entraîné l'accident, la cause principale de l'accident s'est avérée être une désorientation spatiale de l'équipage, à la suite de la perte de l'horizon artificiel, due à la panne électrique. Volant par mauvais temps, c'est-à-dire dans des conditions météorologiques de vol aux instruments, l'équipage a dû se fier uniquement à ses instruments. 
La panne de l'horizon artificiel a été causée par la panne des deux générateurs et l'équipage n'a pas réagi correctement à la suite de la double panne. La batterie de secours s'est donc déchargée en moins de la moitié du temps de décharge normal.